# Eddie the Eagle (film)
Eddie the Eagle, är en biografisk komedidrama från 2015 regisserad av Dexter Fletcher. Taron Egerton porträtterar den första  backhopparen som representerade Storbritannien i ett OS, Michael Edwards, även kallad Eddie The Eagle. I filmen medverkar även Hugh Jackman, Christopher Walken, Iris Berben och Jim Broadbent.
Filmen visades för första gången den 12 december 2015 i Austin, Texas men hade sin världspremiär på Sundance Film Festival den 26 januari 2016.

## Handling
Den 10-åriga Michael "Eddie" Edwards som nyligen avslutat en lång behandling för sina svårigheter att gå drömmer om att få tävla i de olympiska spelen. Men är inte särskilt duktig på några av grenarna han provar på. Moder ger honom all sin support men fadern inte gör det. När han blir äldre provar han att bli uttagen för sommar-OS men misslyckas. Han provar då på skidåkning och upptäcker att han har lite talang för det. Men när han inte blir uttagen till Storbritanniens skidlag så ser han en möjlighet i att bli en backhoppare då Storbritannien inte deltagit i den grenen på sex decennium. Han åker till ett träningsläger i Tyskland där han misslyckas gång på gång. Bronson Peary (Jackman) som arbetar på anläggningen uppmanar honom att ge upp men när Eddie får reda på att Bronson tävlat i de olympiska vinterspelen 1988 så får han snart en tränare som kan få honom på rätt spår.

## Roller (i urval)
- Taron Egerton – Michael "Eddie the Eagle" Edwards
  - Tom Costello – Michael Edwards 10 år
  - Jack Costello – Michael Edwards, 15 år
- Hugh Jackman – Bronson Peary
- Christopher Walken – Warren Sharp
- Iris Berben – Petra
- Mark Benton – Richmond
- Keith Allen – Terry Edwards, Eddies far
- Jo Hartley – Janette Edwards, Eddies mor
- Tim McInnerny – Dustin Target
- Edvin Endre – Matti "Den flygande finländaren" Nykänen
- Jim Broadbent – BBC kommentator
- Daniel Ings – Zach
- Rune Temte – Bjørn

## Produktion
Filmen spelades in i Oberstdorf och Garmisch-Partenkirchen i Bayern. Även i Seefeld in Tirol i Österrike och i Pinewood Studios.

## Mottagande
Filmen mottogs till positiva recensioner och har till exempel 82% på Rotten Tomatoes.
Filmen blev 2017 nominerad till Bästa brittiska film på Empire Awards.